# R.W. McQuarters
Robert William McQuarters II (Tulsa, 21 dicembre 1976) è un ex giocatore di football americano statunitense che ha militato nel ruolo di cornerback nella National Football League (NFL).

## Biografia
Dopo avere giocato al college a Oklahoma State, McQuarter fu scelto come 28º assoluto nel Draft NFL 1998 dai San Francisco 49ers. Vi giocò per due stagioni, dopo di che dal 2000 al 2004 militò nei Chicago Bears. Dopo avere passato la stagione 2005 con i Detroit Lions, nel 2006 firmò con i New York Giants. Nel secondo turno di playoff del 2007 contro i Dallas Cowboys, McQuarters mise a segno una delle giocate più importanti della sua carriera, quando intercettò Tony Romo nel finale di gara, sigillando la vittoria della sua squadra. Quell'anno si laureò campione quando i Giants batterono i New England Patriots nel Super Bowl XLII. Si ritirò dopo la stagione 2008.

## Palmarès

### Franchigia
- Super Bowl : 1

New York Giants: XLII
- National Football Conference Championship: 1

New York Giants: 2007

## Statistiche
| Tackle     | 371 |
| Sack       | 3,0 |
| Intercetti | 14  |